# Chicago Justice
Chicago Justice is een Amerikaanse misdaadserie bedacht door Dick Wolf. Deze televisieserie is een spin-off van Chicago Fire, Chicago P.D. en Chicago Med. De televisieserie ging op 1 maart 2017 van start op NBC. Op 22 mei 2017 werd besloten na 1 seizoen met de serie te stoppen.
Chicago Justice volgt het leven van de aanklagers en onderzoekers van het OM van Cook County, waar Chicago onder valt. Hier moeten de medewerkers dag en nacht werken om criminelen voor de rechtbank te brengen.

## Rolverdeling

### Hoofdrollen
- Philip Winchester als hulpofficier van justitie Peter Stone. Zijn vader is Ben Stone, hulpofficier van justitie van de eerste vier seizoenen van de televisieserie Law & Order.
- Jon Seda als onderzoeksleider Antonio Dawson. Dawson was eerst werkzaam als rechercheur in de televisieserie Chicago P.D.
- Joelle Carter als onderzoeker Laura Nagel
- Monica Barbaro als hulpofficier van justitie Anna Valdez
- Carl Weathers als officier van justitie Mark Jefferies

### Terugkerende rollen
- Lindsey Pearlman als Joy Fletcher

## Afleveringen
| Seizoen | Aantal afleveringen | Uitgezonden         |  |
| ------- | ------------------- | ------------------- |  |
| 1       | 13                  | 1 maart 2017 – 2017 |  |